# Spermophora gordimerae
Spermophora gordimerae är en spindelart som beskrevs av Huber 2003. Spermophora gordimerae ingår i släktet Spermophora och familjen dallerspindlar. Inga underarter finns listade i Catalogue of Life.